# Saccolaimus saccolaimus
Saccolaimus saccolaimus (Temminck, 1838) è un pipistrello della famiglia degli Emballonuridi diffuso nell'Ecozona orientale e in quella australasiana.

## Descrizione

### Dimensioni
Pipistrello di grandi dimensioni, con la lunghezza della testa e del corpo tra 81 e 96 mm, la lunghezza dell'avambraccio tra 66 e 80 mm, la lunghezza della coda tra 20 e 28 mm, la lunghezza del piede tra 15 e 19 mm, la lunghezza delle orecchie tra 16 e 22 mm e un peso fino a 61 g.

### Aspetto
La pelliccia è corta e soffice. Le parti dorsali variano dal bruno-rossastro scuro al bruno-nerastro e sono irregolarmente cosparse di macchie biancastre,  la groppa è talvolta completamente priva di peli, mentre le parti ventrali sono bianche. La testa è relativamente piatta e triangolare, il muso è conico, rossastro, marrone o nerastro, con una prominente sacca golare con l'apertura anteriore e una ghiandola sottocutanea nei maschi, mentre nelle femmine è ridotta ad una piega rudimentale. Gli occhi sono relativamente grandi. Le orecchie sono triangolari con la punta arrotondata, nerastre, rivolte all'indietro, separate tra loro e con diverse pieghe sulla superficie interna del padiglione auricolare. Il trago è corto e con la punta arrotondata. Le membrane alari sono nere, lunghe, strette ed ispessite. Sono privi delle sacche alari davanti al gomito. Gli arti inferiori e i piedi sono privi di peli. La coda è lunga e fuoriesce dall'uropatagio a circa metà della sua lunghezza. Il calcar è lungo.

### Ecolocazione
Emette ultrasuoni sotto forma di impulsi di breve durata a frequenza quasi costante di 22–25 kHz.

## Biologia

### Comportamento
Si rifugia in gruppi fino a diverse centinaia di individui nelle cavità degli alberi,  in grotte, fessure rocciose e vecchi edifici. I sessi vivono insieme. Il volo è molto veloce e viene effettuato a circa 300-400 metri dal suolo. L'attività predatoria inizia molto presto la sera.

### Alimentazione
Si nutre di insetti come termiti e scarafaggi catturati al suolo.

### Riproduzione
Danno alla luce un piccolo alla volta l'anno.

## Distribuzione e habitat
Questa specie è diffusa nel Subcontinente indiano, nell'Indocina meridionale, in Indonesia fino alle Isole Molucche e Timor, nelle Filippine, in Nuova Guinea, Australia settentrionale e in alcune delle Isole Salomone.
Vive nelle foreste dense, zone paludose, piantagioni, boschi secchi di sclerofille, foreste tropicali umide, boschi di  Pandanus e di eucalipto fino a 1.200 metri di altitudine.

## Tassonomia
Sono state riconosciute 5 sottospecie:
- S.s.saccolaimus: Giava;
- S.s.affinis (Dobson, 1875): Borneo occidentale e meridionale, Labuan;
- S.s.crassus (Blyth, 1844): Bangladesh, Isole Andamane, Gran Nicobar, stati indiani dell'Assam, Gujarat, Karnataka, Kerala, Madhya Pradesh, Maharashtra, Meghalaya, Orissa, Uttar Pradesh e West Bengal; Sri Lanka; Birmania centro-occidentale e centrale; Thailandia peninsulare e centro-orientale, Cambogia meridionale, Penisola Malese, Sumatra;
- S.s.nudicluniatus (De Vis, 1905): Timor, Sulawesi centrale e nord-orientale, Isole Talaud, Halmahera, Ternate; Stati australiani del Territorio del Nord nord-occidentale e del Queensland nord-orientale; Nuova Guinea centro-meridionale e orientale; Yapen; Guadalcanal, Bougainville; Nuova Britannia, Isole Trobriand;
- S.s.pluto (Miller, 1910): Isole filippine di Catanduanes, Mindanao, Mindoro, Negros e Palawan.

## Conservazione
La IUCN Red List, considerato il vasto areale, la popolazione presumibilmente numerosa, la presenza in diverse aree protette e la tolleranza alle modifiche ambientali, classifica S.saccolaimus come specie a rischio minimo (Least Concern)).